# Schulgeschichte von Cottbus
Die Schulgeschichte von Cottbus lässt sich bis zu ersten Erwähnung einer Schule im Jahr 1435 zurückverfolgen. Den anfänglichen Einfluss der Kirche begrenzten immer mehr die Kommune und die preußische Regierung mit eigenen Zielen. In der Zeit des Nationalsozialismus trug die Paul-Werner-Oberschule den Namen „Adolf-Hitler-Schule“. In der DDR gab es die zehnklassige Einheitsschule, an die sich die zweijährige, selektive Erweiterte Oberschule anschloss. 1991 wurde das Bildungssystem umstrukturiert in Grundschulen, Gesamtschulen, Realschulen und Gymnasien. Zwischen 1990 und 2005 halbierte sich die Schülerzahl, viele Cottbuser Schulen wurden geschlossen.
Gegenwärtig gibt es in Cottbus 12 Grundschulen, zwei Gesamtschulen, fünf Gymnasien, drei Förderschulen, eine Waldorfschule, ein Oberstufenzentrum, ein Konservatorium soviel weitere private Aus- und Weiterbildungszentren. 21.828 Kinder und Jugendliche besuchen Schulen in Cottbus und im Landkreis Spree-Neiße (Stand 2013).

## Geschichte

### Geschichte der Schulentwicklung von der Ersterwähnung 1435 bis 1800
Im Stadtbuch von Guben wird Jac. Dominik als ältester Schulmeister von Cottbus benannt. In der Nähe der Oberkirche wurde 1583/84 ein neues Gebäude für das gelehrte Lyzeum gebaut. Dort befanden sich zwei Unterrichtsräume und eine Lehrerwohnung. Bei einem Stadtbrand 1600 wurde dieses Gebäude zerstört. In den ersten Jahren konnten nur Jungen am Schulunterricht teilnehmen. Die Blüte erreichte das Lyzeum im 17. Jahrhundert, offiziell wurde die Lateinschule nordwestlich der Oberkirche 1715 eingeweiht.
Erst 1579 eröffnete eine Mädchenschule. Die Kinder wurden hauptsächlich zu Gottesfurcht und Königstreue erzogen. Der Komptendorfer Pächter Krüger stiftete im Jahr 1744 Geld für eine Waisenschule. 1747 konnte ein eigener Bauplatz erworben werden und am 24. September 1749 wurde die Waisenschule in der späteren Wallstraße 55 feierlich eröffnet. Die Schüler wurden u. a. von Predigern, Küstern und Katecheten (Religionslehrerkräften) unterrichtet. Die enge Verbindung von Kirche und Schule blieb bis zum Ende der kirchlichen Schulaufsicht über die Volksschulen durch den preußischen Kulturkampf in den 1870ern bestehen.

### Bildungsverbreiterung von 1800 bis 1933

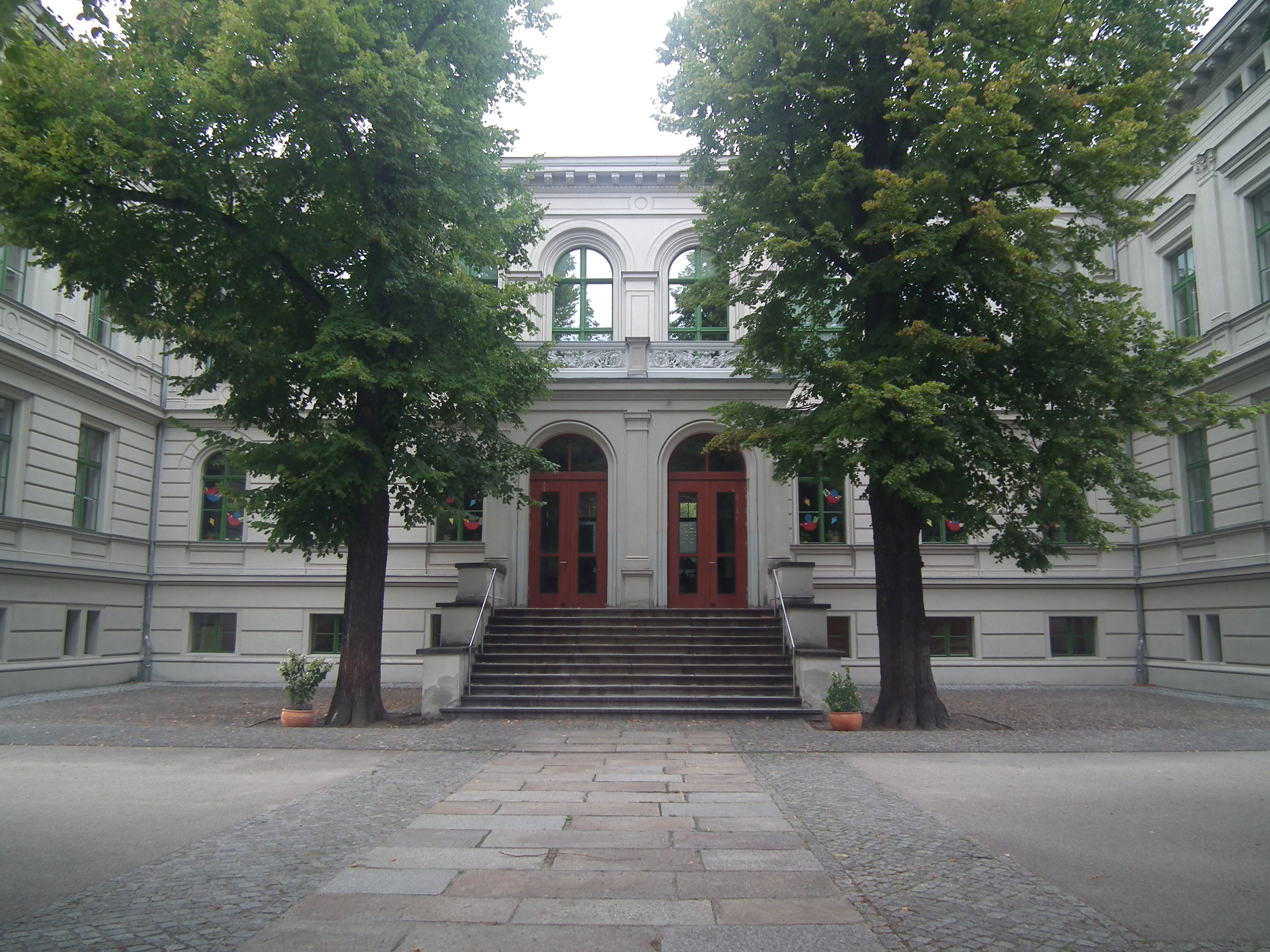
Gebäude des Gymnasiums Cottbus seit 1865

Am 20. März 1820 erhielt das Cottbuser Lyzeum den Status eines humanistischen Gymnasiums mit dem Namen „Friedrich Wilhelm III.“. Es zog in das Gebäude der heutigen Erich-Kästner-Grundschule. Nach den Plänen des Berliner Architekten Adolph Lohse begann der Schulbau im Juni 1865 im Zentrum von Cottbus in der Puschkin-Promenade. Ins neue Schulgebäude zogen 318 Schüler, neu waren die zwei Vorschulklassen. Da es in Cottbus keine Realschule oder Oberrealschule gab, wurden zwei Realschulklassen integriert. Eine dritte Vorschulklasse kam im Schuljahr 1867/68 hinzu. 1869 besuchten 508 Schüler die Schule, wofür Schulgeld zu zahlen war. Die Stadt Cottbus erwarb von dem damaligen Tuchfabrikanten G. Tutewohl ein Grundstück und ließ darauf eine Turnhalle errichten. Im April 1874 bezog die Augustaschule, eine Höhere Töchterschule, ihr Domizil in der heutigen Puschkinpromenade. Mädchen aus wohlhabenden Familien wurden hier unterrichtet. Zum 1. April 1895 wurde die Privatschule von der Stadt übernommen. Schon vorher errichtete sie 1875 eine Mädchenmittelschule.
Im Schuljahr 1883 gab es die bis dahin höchste Schülerzahl im Gymnasium. 419 Gymnasiasten, 45 Realschüler und 120 Vorschüler besuchten zu dieser Zeit die Schule. Im Januar 1886 gründete sich der erste genehmigte Schülerverein. Ein weiterer wichtiger Schritt war die Übernahme der Schule durch die preußische Regierung. 1886 kam es zum Vertragsabschluss zwischen dem Provinzialschulkollegium und der Stadt. Nach dem Bau einer eigenen Realschule 1890 zogen die Realschüler dorthin um. 1904 wurde das physikalische Lehrzimmer elektrifiziert. Mit Ausbruch des Ersten Weltkrieges baten viele Eltern um Freistellung ihrer Söhne für den Kriegsdienst. Im Schuljahr 1919 wurde nach dem demokratischen Schulgesetz zum letzten Mal ein Vorschulklasse eingeschult, weil diese Form abgeschafft wurde. 529 Schüler besuchten 1920 das Gymnasium und noch 97 Schüler die Vorschule.
In der Dresdener Straße wurde am 16. Mai 1887 der Neubau der Elementarschule IV eingeweiht. Dort konnten jeweils sechs Mädchenklassen und sechs Jungenklassen unterrichtet werden. Zwei Jahre später erfolgte der Anbau eines Gebäudeflügels und 1901 wurde der westliche Teil für die „Martin-Luther-Schule“ angebaut. Die Dörfer Sandow und Brunschwig, damals noch nicht eingemeindet, bekamen jeweils eine eigene Schule. In der Sandower Straße 19 entstand 1896 eine Gemeindeschule. Diese wurde zeitweilig als Knabenmittelschule genutzt. Später war dort die „Gewerbliche Berufsschule“ und heute ist es das „Kaufmännische Oberstufenzentrum“. In Sandow öffnete die 2. Realschule am 13. Oktober 1913, nach den Bauplänen des Berliner Architekten Arthur Mäkelt erbaut.
Mit Neuerungen im städtischen Bildungswesen begann das Jahr 1920. In der Augustaschule wurde im Januar die Volkshochschule eröffnet. Die Stadtverordneten beschlossen, für 1921 einen besoldeten Stadtschulrat einzusetzen. In diesem Jahr öffnete die erste Schulzahnklinik und das Schulessen wurde eingeführt.

### Zeit des Nationalsozialismus
Die nationalsozialistische Machtübernahme 1933 machte sich sofort im Schulwesen bemerkbar.
Im April 1933 wurden unter der Überschrift „Neue Schulmaßnahmen gegen Überfremdung unserer Schule“ erste Einschränkungen bekannt gemacht. Kinder, deren Eltern nach 1914 aus dem Osten nach Deutschland gekommen waren, durften das Gymnasium nicht mehr besuchen.
Der nationalsozialistische Oberstudiendirektor Ulrich Heinemann wurde 1934 Leiter des Gymnasiums. Nach dem Fliegerangriff am 15. Februar 1945 verließen viele Familien die Stadt. Geregelter Schulunterricht lkam nicht mehr zustande, letzter Schultag war der 17. April 1945.

### Lehrerbildung: Lehrerseminar, Pädagogische Akademie, Pädagogisches Institut Cottbus
Zwischen 1875 und 1884 gab es in der Augustaschule Seminare für Lehrerinnen. Am 25. Juni 1910 wurde in der Sielower Straße ein neues Schulgebäude für eine Präparandenanstalt und ein Lehrerseminar eingeweiht. Zu diesem Gebäude gehörte auch eine Direktorenvilla und eine Turnhalle. 1925 wurde das Lehrerseminar geschlossen. Neu wurde 1930 die Pädagogische Akademie unter Peter Zylmann eröffnet, doch wegen der preußischen Sparpolitik bereits 1932 wieder geschlossen. Durch den NS-Staat wurde sie 1933 zur Hochschule für Lehrerbildung umbenannt und mit neuem Lehrpersonal versehen. Der Direktor war Max Momsen, ein Professor für „Körper- und Wehrerziehung“. Wegen des Zweiten Weltkrieges wurde sie 1939 erst stillgelegt, dann 1941 zur Lehrerbildungsanstalt abgestuft. Nach 1945 zog ein Pädagogisches Institut ein, um in der SBZ und DDR bis 1952 Neulehrer auszubilden. Heute ist im Gebäude das Niedersorbische Gymnasium untergebracht (s. u.).

### Entwicklung von 1945 bis 1990
Im September 1946 trat durch die sowjetische Besatzung ein neues Schulsystem in Kraft. Am 1. September 1952 öffnete die Sorbische Oberschule im Gebäude des alten Lehrerseminars ihre Türen, heute das Niedersorbische Gymnasium. Ab 1960 wurde die sozialistische Schulreform durchgesetzt. Dies bedeutete die Einheitsschule mit der Unterstufe und der Polytechnischen Oberschule sowie nur für eine geringe Schülerquote weitere zwei Schuljahre in der Erweiterten Oberschule bis zum Abitur in der 12. Klasse.
Die rasche Entwicklung der Industrie führte zu steigenden Einwohnerzahlen. Neue Schulen wurden gebaut, allein im Stadtteil Sandow entstanden sechs Schulen. Im September 1969, mit der Eröffnung der Ingenieurhochschule für Bauwesen, begann der Aufbau des Bildungszentrums über die folgenden Jahre. Bis 1973 entstanden dort zahlreiche neue Bildungseinrichtungen, wie die Bauberufsschule, die Schule des Textilkombinates und zwei Pädagogische Schulen. Die Übergabe des gesamten Geländes erfolgte am 3. Oktober 1974. Die seit den fünfziger Jahren bestehende Musikschule wurde im Mai 1973 zum Cottbuser Konservatorium. Dieses zog 1982 in die Puschkin-Promenade, wo sie sich noch heute befindet. Neue Schulen entstanden auch in dem seit 1975 neu erbauten Wohngebiet Sachsendorf / Madlow.

### Entwicklung von 1991 bis 2013
1991 wurde das Bildungssystem umstrukturiert, die Schulen wurden gegliedert in Grundschulen, Gesamtschulen, Realschulen und Gymnasien. Nach langjähriger Restaurierung öffnete am 13. März 1998 die denkmalgeschützte Bauhausschule wieder ihre Türen. Mit dem Bau der Carl-Blechen-Galerie im Jahr 2000 wurde die 1874/75 erbaute Mädchenmittelschule und spätere Carl-Blechen-Schule umgebaut. Da das Gebäude aus Denkmalschutzgründen nicht abgerissen werden durfte, musste eine andere Lösung gefunden werden. Die alte, schon nicht mehr für den Schulbetrieb genutzte Schule, wurde in den Neubau des Einkaufszentrums integriert. 1991 erfolgte die Gründung der Brandenburgisch Technischen Universität und im selben Jahr öffneten sich die Türen der Fachhochschule in Cottbus. Der Schulstandort Cottbus erlangte damit eine neue Qualität. Durch einen drastischen Schülerrückgang, bis 2005 im Vergleich zu 1990 um 50 Prozent, wurden viele Schulen geschlossen. Im Jahr 2013 lernten in Cottbuser Schulen und im Spree-Neiße-Kreis 21.828 Kinder und Jugendliche. Die größte Anzahl war in den Grundschulen mit 7.737 Kindern gemeldet. An den Gymnasien von Cottbus betrug die Schülerzahl 4.212. Die Zahl bei den Gesamtschulen war aktuell bei 1.320 Schülern. An den Förderschulen sank die Schülerzahl von 763 auf 718. Nahezu gleich blieben die Schülerzahlen in den Schulen des zweiten Bildungsweges mit 397 Schülern.

## Grundschulen in Cottbus
Brandenburger Schüler besuchen (ebenso wie in Berlin) die Grundschule von der ersten bis zur sechsten Klasse. Für begabte Kinder gibt es die Möglichkeit, bereits mit der fünften Klasse in ein grundständiges Gymnasium überzuwechseln. In den Klassenstufen 1 und 2 erfolgt anstelle einer Notenvergabe eine schriftliche Informationen zur Lernentwicklung, auf Beschluss der Schulkonferenz können allerdings bereits ab der 2. Klasse Noten vergeben werden. Das Erlernen einer Fremdsprache beginnt regulär in der dritten Klasse. Am Ende der sechsten Klasse wird ein Grundschulgutachten erstellt.

### Regine-Hildebrandt-Schule

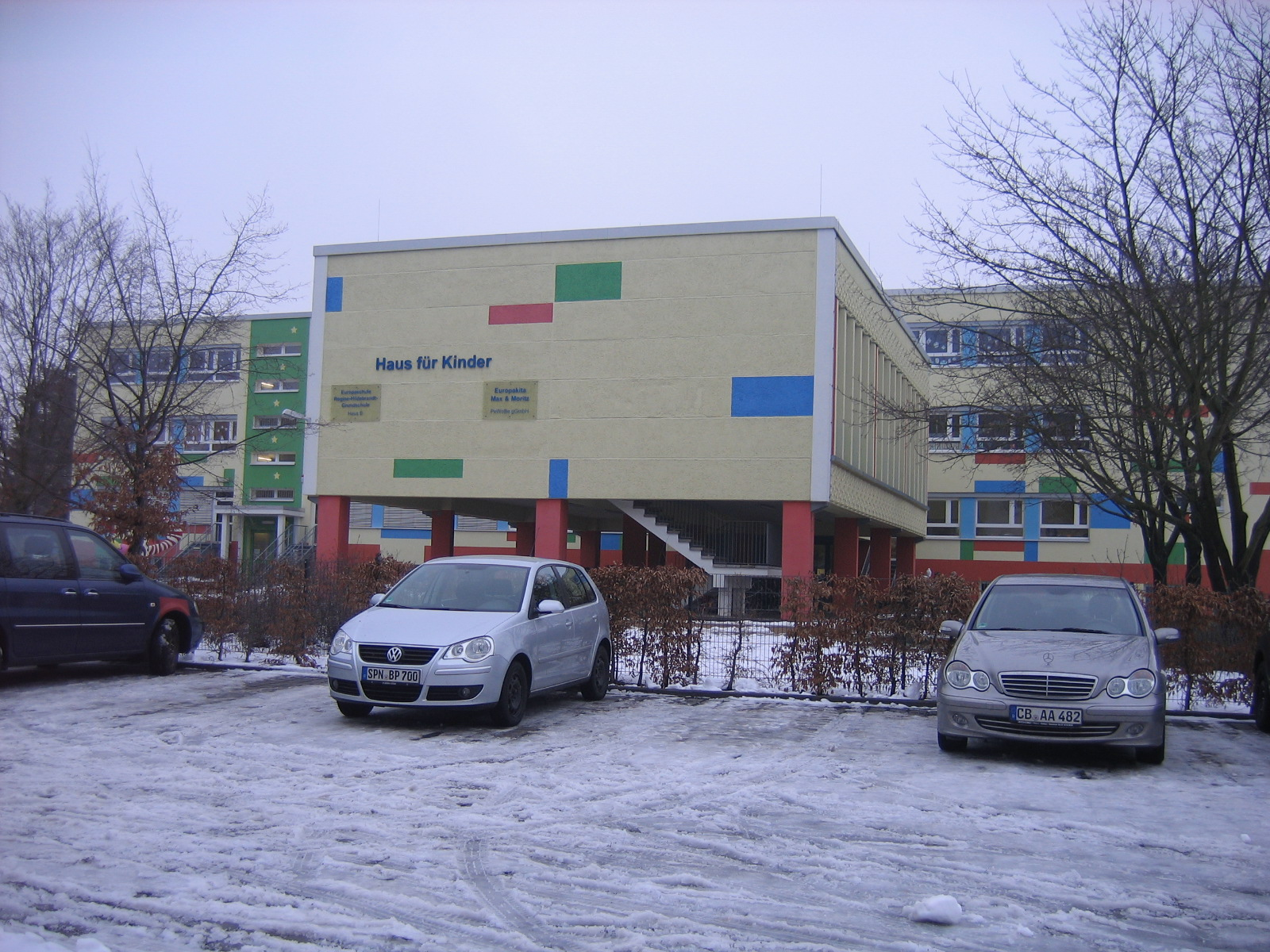
Regine-Hildebrandt-Grundschule

Diese Schule befindet sich im Cottbuser Stadtteil Sachsendorf / Madlow. Gegründet wurde sie 1981 als Polytechnische Oberschule. Nach der Schulreform 1992 wurde sie zur 2. Grundschule. Seit 1994 lernen dort auch Schüler mit Lese-Rechtschreib-Störungen. 1996 gab es erste Partnerschaftsverträge mit anderen europäischen Schulen. Dadurch erhielt die Schule drei Jahre später die Verleihung des Titels Europaschule. Unter der Trägerschaft des Schulfördervereins begann 2001 der Ausbau zur Ganztagsschule. Die Umbenennung zur „Regine-Hildebrandt-Schule“ erfolgte 2004. Ein Jahr später erhielt die Schule eine eigene Bibliothek, außerdem wurde ihr der Titel Umweltschule verliehen. Seit Jahren hatten Schüler sich mit Umweltprojekten beschäftigt. Zum Beispiel bauten sie einen Sonnenkollektor zur Warmwasserbereitung im Schulgarten und organisierten ein Klimafrühstück unter der Überschrift „Umwelt schützen mit Messer und Gabel“. Durch zahlreiche Umbau- und Sanierungsmaßnahmen wurde die Schule 2010 Bundessieger im Wettbewerb „Energiesparmeister“. Seit 2001 arbeiten Schüler der 1. bis 6. Klasse an Themen der regenerativen Energiegewinnung.

### Christoph-Kolumbus-Schule
Auch diese Christoph-Kolumbus-Schule wurde 1967 in Sandow gebaut und zählte in den ersten Jahren über eintausend Schüler. Zur Schule gehört eine Turnhalle und ein großer Sportplatz. Der Pausenhof wurde nach 1990 mit grünen Inseln verschönert. Bei Sanierungsarbeiten in den Jahren 2010/13 wurde auch ein Fahrstuhl eingebaut, der es nun auch gehbehinderten Kindern ermöglicht, diese Schule zu besuchen. Im Schulgebäude befindet sich auch die Bücherei Sandow e. V.

### Carl-Blechen-Grundschule
Als 5. und 6. Gemeindeschule wurde 1913 ebenfalls in Sandow dieses große Backsteinhaus eingeweiht. Jungen und Mädchen erhielten getrennt Unterricht. Es wurden Theateraufführungen im Stadttheater besucht und Arbeitsgemeinschaften in den Bereichen Natur und Turnen gegründet. Schulessen gab es aus der Küche des vaterländischen Frauenvereins. Im Februar 1945 wurde die Schule von mehreren Fliegerbomben getroffen. Dabei wurden der Nordflügel des Haupthauses und das Wohnnebengebäude zerstört. Im Nordflügel befanden sich viele Fachräume, der Speisesaal und der große Zeichenraum. Im Mai 1945 wurde die Schule als Flüchtlingslager genutzt. Der Schulbetrieb wurde unterbrochen, aber bereits im Oktober 1945 wieder aufgenommen. Die Reste des Nordflügels wurden provisorisch mit Brettern verschlossen. Im September 1946 wurde die Schule zur 2. Einheitsschule, in der 1.272 Schüler von 31 Lehrern unterrichtet wurden. Von 1970 bis 1989 trug die 2. Polytechnische Oberschule den Namen „Walter-Wagner-Oberschule“. 1993 wurde sie zur ersten und größten Ganztagsschule von Brandenburg ausgebaut und 2000 erhielt sie den Namen „Sandower Realschule“. Die Stadt Cottbus ließ 2006 umfangreiche Sanierungsarbeiten am und im Schulgebäude durchführen, das Nutzungskonzept wurde ausgeschrieben. Seit der Sanierung 2009 betreibt ein Investor aus Leipzig die Schule, er hat sie zur Nutzung der Stadt Cottbus vermietet. Seitdem wird das Schulgebäude als „Carl-Blechen-Grundschule“ genutzt. Die Schule bietet Angebote zur individuellen Förderung für Kinder mit Problemen im Bereich Sprache und Hören und zur Integration von Kindern mit Down-Syndrom.

### Astrid-Lindgren-Grundschule
Dieses Schulgebäude wurde in den 1960er Jahren im Stadtteil Alt Schmellwitz als 17. Polytechnische Oberschule erbaut. Seit 1992 trägt sie den Namen „Astrid-Lindgren-Grundschule“, unterrichtet wird nach den Lehren von Montessori. Dieses pädagogische Bildungskonzept bevorzugt den offenen Unterricht und die Freiarbeit unter dem Grundgedanken „Hilf mir es selbst zu tun“. Im Jahr 2008 fanden Sanierungsarbeiten am Gebäude statt und der Pausenhof wurde begrünt und naturnah umgestaltet. Die Hälfte des Geländes hat sich in eine attraktive Spiel- und Sportoase verwandelt. 2011 erfolgte der Bau des Kreativzentrums Astrid Lindgren, das vom Hort und für Veranstaltungen genutzt wird. Dort befinden sich vier Gruppenräume, ein Ruhebereich, multifunktionale Bewegungsflächen und ein offener Kreativ- und Küchenbereich. Dieses Gebäude wurde behindertengerecht umgebaut.

### Erich-Kästner-Grundschule

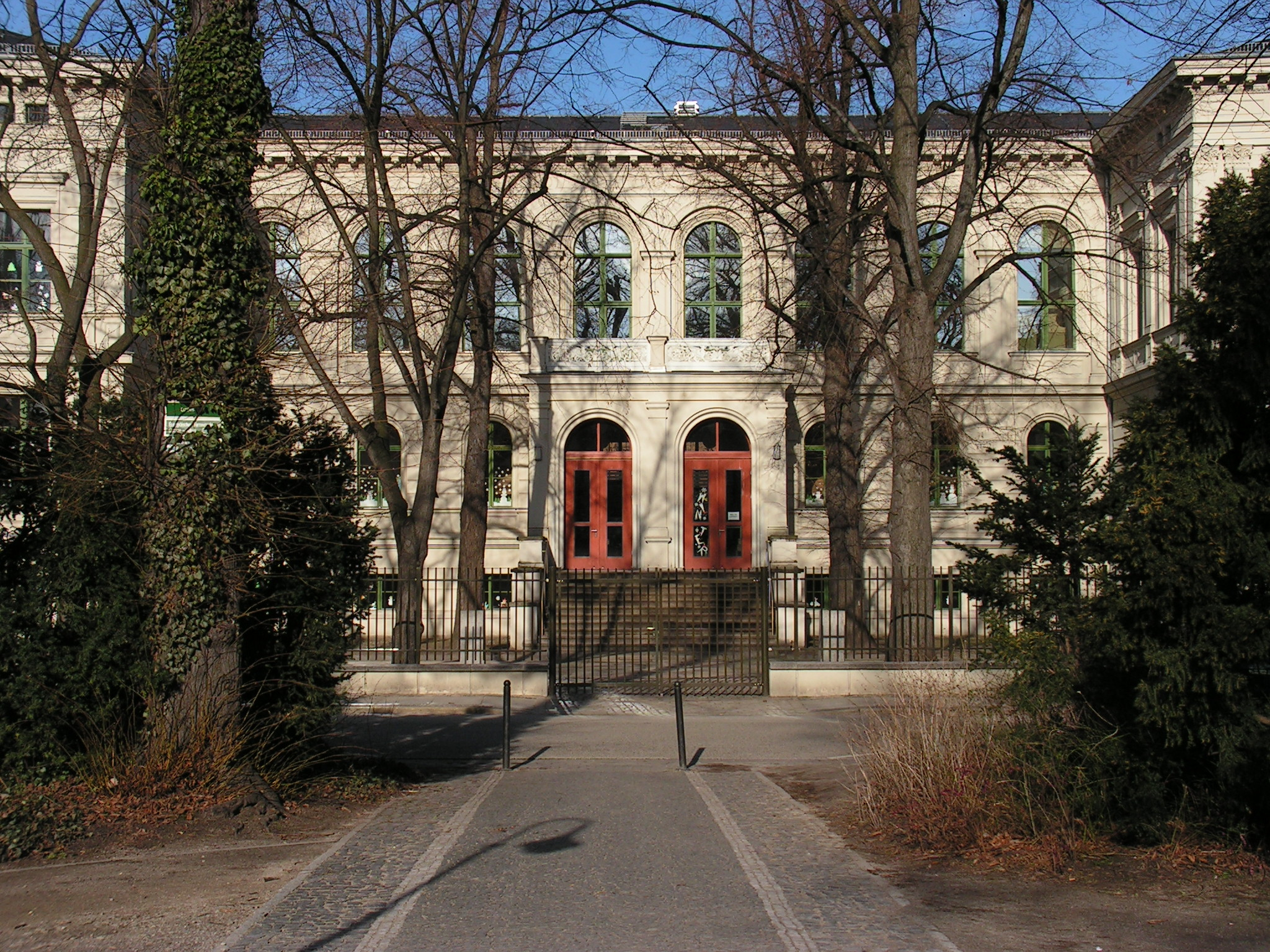
Erich-Kästner-Grundschule

Das heutige Gebäude beherbergte früher das Gymnasium Cottbus. Eine umfangreiche Sanierung der Schule erfolgte in den Jahren 1973–1975, von 1991 bis 1999 war die Schule die 16. und später die 14. Grundschule. Nach einer weiteren Sanierung erhielt die Schule den Namen „Erich Kästner Grundschule“.

### Wilhelm-Nevoigt-Grundschule
Dort wo Ströbitz noch richtig ländlich war, entstand in den 1970er-Jahren das Gebäude der Wilhelm-Nevoigt-Grundschule. Mit Gärten und Feldern als Nachbarn, öffnete die Schule am 12. März 1974 ihr Haus in der Clara-Zetkin-Straße. Damals verließen die Kinder ihre beiden alten Schulgebäude am Nevoigtplatz und an der Schulstraße. Bis 2009 wurden nur leichte und gebrauchsübliche Sanierungen vorgenommen. Im Jahr 2013 eröffnete die Schule nach größeren Umbauarbeiten wieder ihre Türen. Die Fassade wurde erneuert und es erfolgte ein Teilumbau des Gebäudes. Die freischwebende Schulaula wurde unterbaut und so wurden neue Hort-Räume geschaffen.
Die Turnhalle der Schule erhielt einen Komplettumbau.

### Sportbetonte Grundschule
Als 16. Polytechnische Oberschule wurde der Betrieb 1966 aufgenommen. Diese Schule bildete die Grundlage für die Zukunft der Sportstadt Cottbus. Die Grundschule befindet sich im Stadtteil Spremberger Vorstadt, in der Drebkauer Str. 43.
Im Jahr 2003 wurde begonnen eine Sportorientierung ab der 1. Klasse anzubieten. An drei Tagen in der Woche haben die Sportklassen von 7.30 Uhr – 9.00 Uhr Training und ab 9.30 Uhr beginnt der allgemeine Unterricht. Eine zweite Trainingseinheit beginnt dann am Nachmittag. Im Mittelpunkt steht die pädagogische Arbeit der Bewegungserziehung.

### Friedrich-Fröbel-Grundschule
Diese Einrichtung befindet sich in der Spremberger Vorstadt von Cottbus, in der Welzower Str. 9a.
Als 4. Polytechnische Oberschule Bertolt Brecht wurde sie 1969 eröffnet. Nach der Wende 1991 wurde sie zur 20. Grundschule von Cottbus.
Durch enge Zusammenarbeit mit der Kita „Friedrich Fröbel“e.V wurde beschlossen, die pädagogische Arbeit an dieser Schule nach den Leitsätzen Friedrich Fröbels auszurichten. Seit 2006 trägt die Schule auch den Namen von Friedrich Fröbel.

### UNESCO-Projektschule
Die Grundsteinlegung erfolgte am 29. September 1993 durch den damaligen Oberbürgermeister Waldemar Kleinschmidt. Schon nach einer halbjährigen Bauzeit konnte die Schule am 28. Februar 1994 eröffnet werden. Sie ist die letzte von ehemals vier Grundschulen im Stadtteil Neu-Schmellwitz und befindet sich in der W.-Budich-Str. 54. In zunächst 24 Klassenräumen kamen 19 Klassen mit etwa 400 Schülern unter. Seit dem Jahr 1994 ist sie eine Integrationsschule, es erfolgt ein gemeinsamer Unterricht mit Lern- und Sprachbehinderten Schülern. Seit 2002 ist sie Kooperationsschule mit der Förderschule Heinrich-Pestalozzi für geistig behinderter Kinder. Eine Ernennung zur anerkannten UNESCO-Projektschule erfolgte am 17. Juni 2010.

### Grundschule Sielow
Die Grundschule Sielow befindet sich am nördlichen Stadtrand von Cottbus, in der Cottbuser Str. 6a. Das Gebäude wurde 1970 in Ziegelbauweise erbaut. Diese Bauweise war in den 1960er Jahren typisch in ländlichen Gegenden.
Es ist eine kleine Schule mit ca. 200 Schülern. Als Besonderheit ist der Fremdsprachenunterricht in Sorbisch/Wendischer Sprache zu erwähnen. Anfang des Jahres 2014 erfolgte die Sanierung der Turnhalle.

### Grundschule Dissenchen
Diese Schule liegt am östlichen Stadtrand von Cottbus und feierte 2012 ihren 100. Geburtstag. Viele Schüler der umliegenden Dörfer haben die Möglichkeit mit einem Schulbus den Unterricht zu besuchen. Durch die Nähe zum Tagebau erlebten die Kinder hautnah die Zerstörung der natürlichen Umwelt. Je mehr sich die Schüler mit dem Thema Umwelt beschäftigten, umso interessanter wurde dieses Thema. 1997 entstand ein Umweltkonzept. Pro Woche haben Schüler ab der 2. Klasse eine zusätzliche Stunde Umweltunterricht. Seit 1999 trägt die Schule den Titel „Umweltschule“.

### R.-Lakomy-Grundschule
Im Jahr 1860 wurde dieses Gebäude, in der Gallinchener Str. 4, als Volkshochschule eröffnet. Zu DDR-Zeiten war sie Polytechnische Oberschule „Albert Zimmermann“. Nach der Wende, 1991 wurde sie Grundschule und Gesamtschule Groß Gaglow. Seit 14. Juni 2006 trägt sie den Namen „Reinhard-Lakomy-Grundschule“.

## Gesamtschulen von Cottbus
In Deutschland ist die Gesamtschule neben dem Gymnasium die einzige Schulform, die Kinder und Jugendliche in der Sekundarstufe I und Sekundarstufe II durchgehend besuchen können, wenn die örtliche Gesamtschule über eine gymnasiale Oberstufe verfügt.

### Theodor-Fontane-Gesamtschule
Die Gesamtschule steht im Stadtteil Sandow in der Kahrener Str. 16. Bei dieser Einrichtung handelt es sich um eine Ganztagsschule mit gymnasialer Oberstufe. Die Turnhalle der Schule wurde nach ihrer Sanierung 2008 wieder eröffnet. Im Jahr 2012 erhielt die Schule den Titel „Schule ohne Rassismus – Schule mit Courage“.

### Lausitzer Sportschule
Die Lausitzer Sportschule wurde 1954 in der Stadt Forst errichtet. Durch hervorragende Leistungen des Spitzensportes in der Lausitz wurde beschlossen, in Cottbus eine Kinder- und Jugendsportschule mit Internat zu bauen. 1972 begannen die Bauarbeiten der Schule und drei Jahre später war Eröffnung. 2001/02 fanden umfangreiche Sanierungsarbeiten statt. Das Gebäude wurde komplett erneuert und mit Fachkabinetten ausgestattet.

## Gymnasien von Cottbus
Nach dem Besuch der Grundschule kann ein als geeignet angesehener Schüler ein Gymnasium besuchen. In der Sekundarstufe I (Jahrgangsstufen 7–10) erfolgt der Unterricht im Klassenverband mit Ausnahme einiger Fächer. In der Sekundarstufe II (Jahrgangsstufen 10–12) wird der Unterricht im Kurssystem erteilt.

### Humboldt-Gymnasium

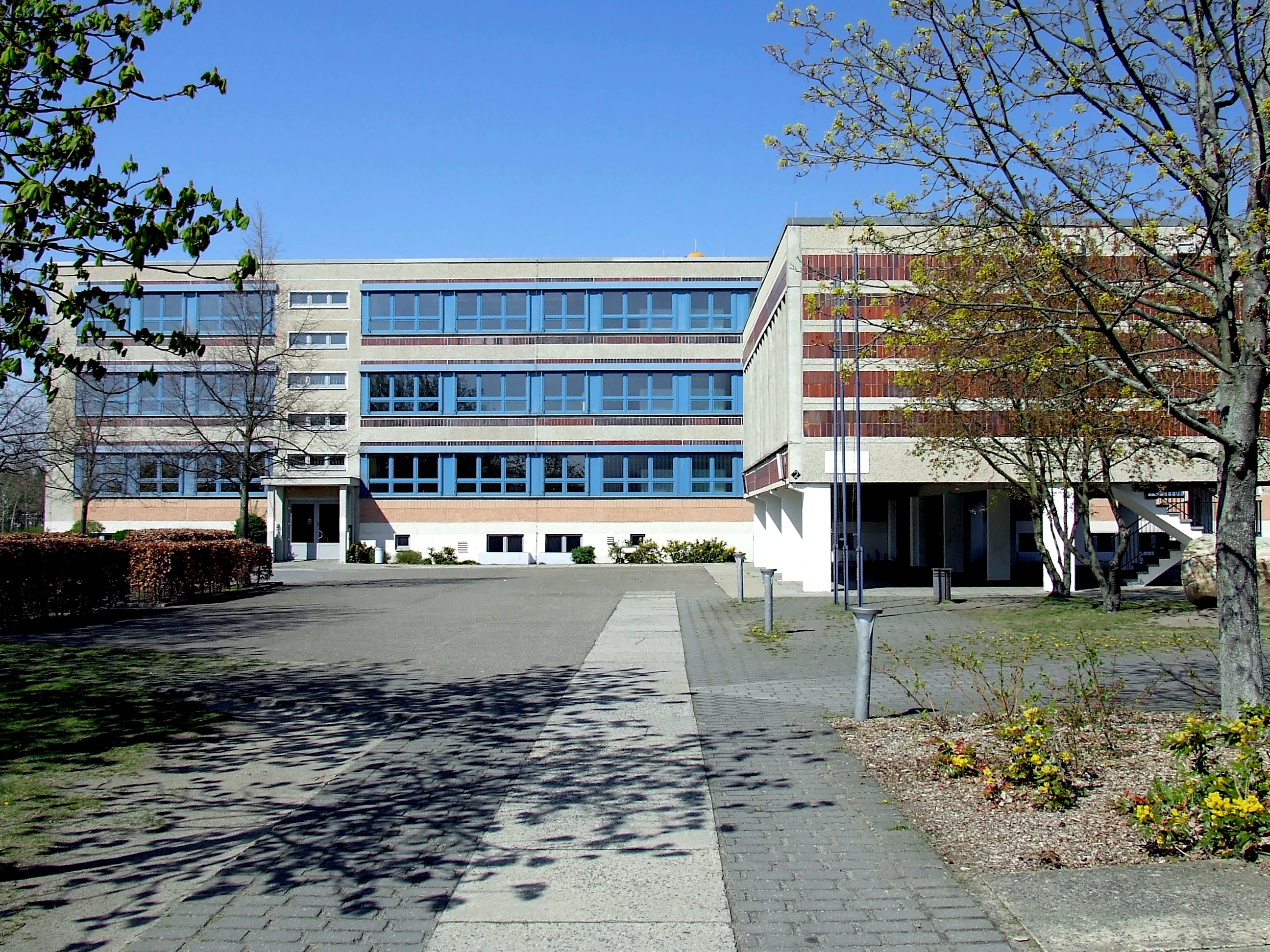
Humboldt-Gymnasium

Durch die nördliche Stadterweiterung von Cottbus wurde im Stadtteil Neu-Schmellwitz 1989 dieses Schulgebäude errichtet. Der Standort der Schule befindet sich im Schmellwitzer Weg 2. Seit 1991 ist es ein Gymnasium, das 1996 den Namen der Brüder Humboldt erhielt. Bilingualer Unterricht in englischer Sprache wurde 1998 eingeführt. Im Jahr 2003 wurde der Schule der Titel Europaschule verliehen. Außerdem trägt sie den Titel Schule ohne Rassismus – Schule mit Courage.

### Ludwig-Leichhardt-Gymnasium
Durch einen Beschluss des Rates der Stadt Cottbus wurde in den 1970er Jahren die Schule errichtet. Sie befindet sich im Stadtteil Ströbitz, in der Hallenser Str.10/11. Schulbeginn war im September 1975. Die Schule war in zwei Gebäudeflügeln aufgeteilt. Der westliche Flügel wurde die 23. Oberschule (Pablo-Neruda-Oberschule), der östliche Teil die 22. Polytechnische Oberschule (Salvador-Allende-Oberschule). Nach der Wende 1991 wurden beide Gebäudeflügel zum 4. Gymnasium von Cottbus. Den Namen Ludwig-Leichhardt-Gymnasium bekam die Schule 1996.

### Niedersorbisches Gymnasium

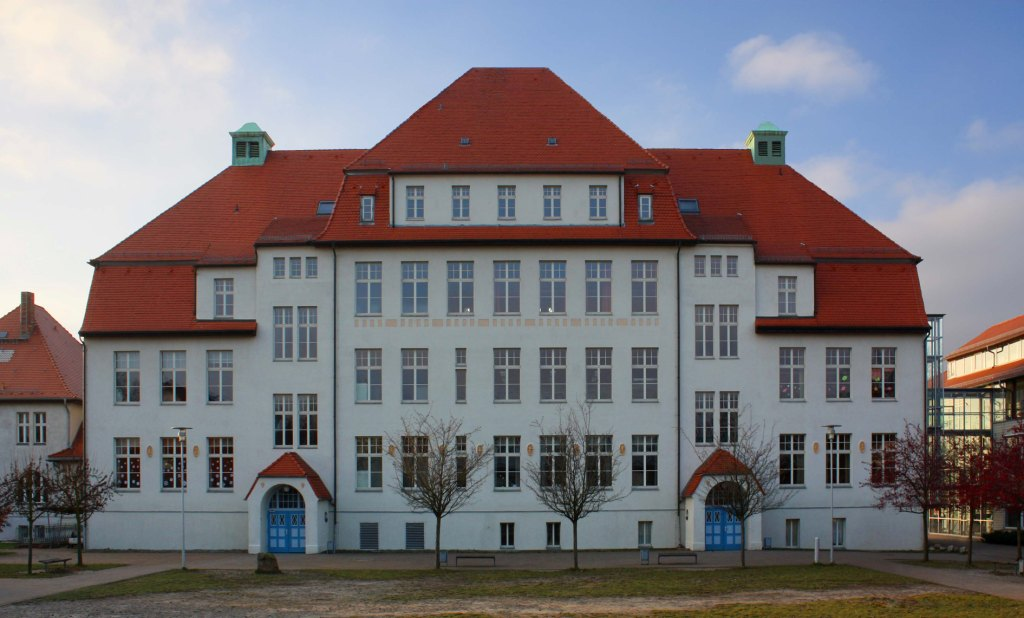
Niedersorbisches Gymnasium

1907 wurde die Schule als Höhere Fachschule für Lehrerbildung eröffnet.
Durch Veränderungen im Schulwesen in der Weimarer Republik musste die Einrichtung 1925 schließen. 1933 wurde sie wieder eröffnet.
Im Jahr 1952 wurde dieses Gebäude zur Sorbischen Oberschule. Zuvor befand sich dort ein Lehrerbildungsinstitut. Äußerst umfangreiche und teilweise sehr beschwerliche Vorbereitungsarbeiten leistete vor Ort Jurij Pötschke, der sich als Direktor an dieser Schule von 1955 bis 1985 enorme Verdienste erwarb. Am 1. September 1952 begann der Unterricht. Am 8. Juni 1974 wurde der damaligen Sorbischen Erweiterten Oberschule der Name „Marjana Domaskojc“ verliehen. Das Schulgebäude wurde 1978/79 umfangreich rekonstruiert. Große Beachtung fand in dieser Schule die Sorbische Kultur. Vor allem das Verzieren von sorbischen Ostereiern fand und findet großen Zuspruch. Seit 1987 gehört der von den Schülern der 11. bis 13. Klassen gestaltete Zapust-Umzug durch die Cottbuser Innenstadt zu den Traditionen, die das Fortleben sorbischer Bräuche dokumentiert. Neben den vielfältigen Möglichkeiten der kulturellen und sportlichen Betätigungen für die Schüler gab es eine Reihe von Arbeitsgemeinschaften. Zum Beispiel Foto-, Geschichts-, Chemie- und Trachtenzirkel.

### Max-Steenbeck-Gymnasium
Das Max-Steenbeck-Gymnasium ist eine Schule mit erweiterter Ausbildung in den Bereichen Mathematik, Informatik, Naturwissenschaften und Technik. Der Standort der Schule befindet sich in der Nähe des Stadtzentrums von Cottbus, gegenüber der Brandenburgischen Technischen Universität, in der Universitätsstraße 18. Gebaut wurde diese Schule 1974 als zweiflügeliges Gebäude mit Aula und Turnhalle.
2010 erfolgte ein Umbau zur Energie-Spar-Schule. Mit dem Einbau des Schülerlabors der BTU wurde die Kooperation mit der Universität gefestigt. Das Schülerlabor kann auch von anderen Schulen genutzt werden. Das neue Schulgebäude selbst wurde zum Forschungsobjekt, denn die Energie-Daten der Schule werden gesammelt und im Unterricht ausgewertet. Nach den umfangreichen Umbauarbeiten erfolgte am 15. Oktober 2012 eine feierliche Eröffnung.

### Pückler-Gymnasium

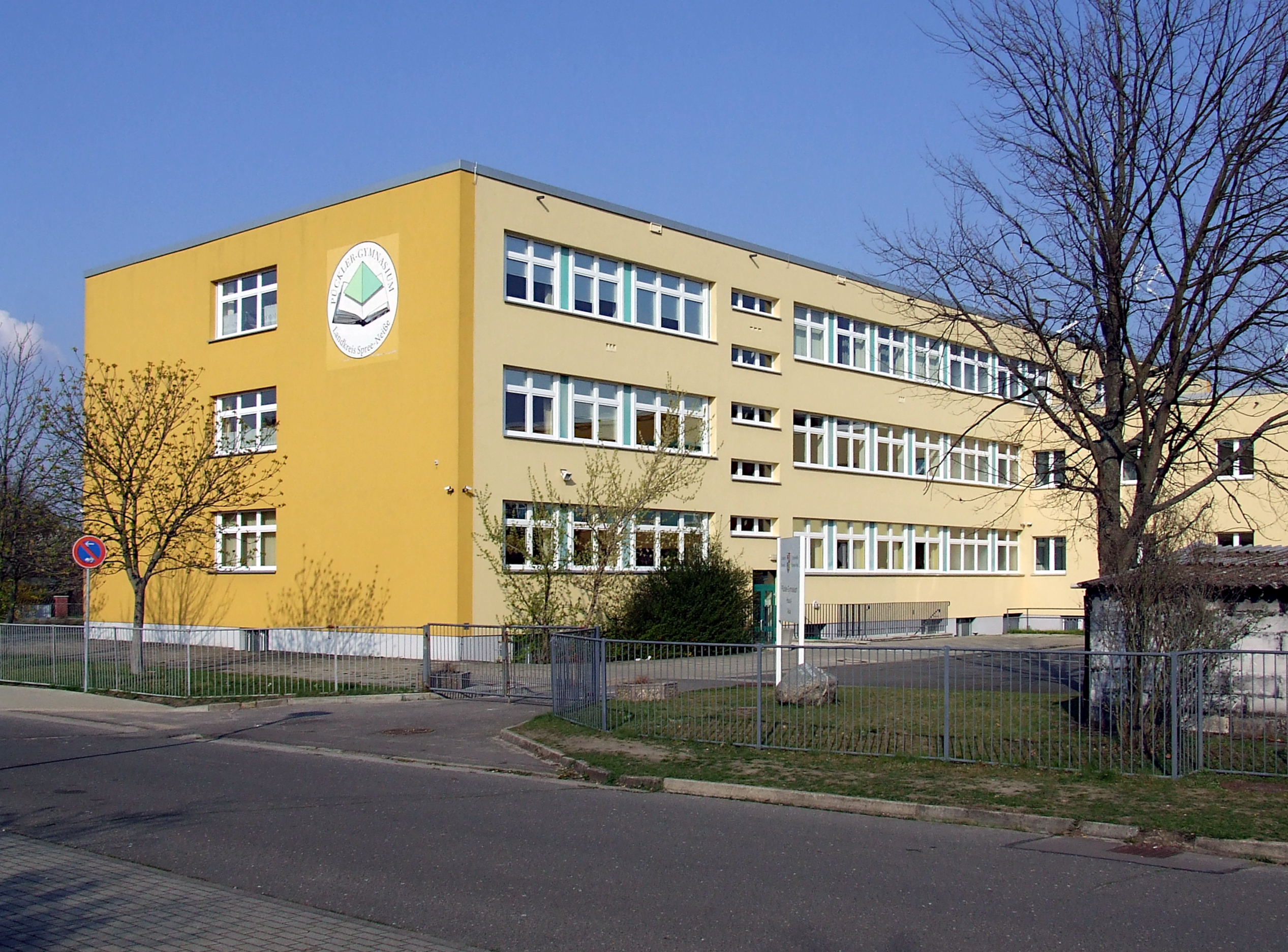
Pückler-Gymnasium (neuer Standort in der Hegelstraße)

Dieses Schulgebäude in der Gartenstraße (Spremberger Vorstadt) öffnete 1969 als 10. POS und erhielt ein Jahr später den Namen „Artur Becker“.
In den Anfangsjahren wurden 28 Klassen unterrichtet. 1974 bekam die Schule den Status einer Erweiterten Oberschule (EOS) und lief bis 1989 unter der Bezeichnung 2. EOS in Cottbus. Nach der Wende wurde die Schule zum 2. Gymnasium mit Mathematischen-Naturwissenschaftlichen Profil. Da sich die Schule sehr mit dem Leben und Wirken vom Fürst Pückler befasste und auch Arbeitseinsätze im Branitzer Park durchführte, bekam die Schule am 6. Mai 1994 den Namen „Pückler-Gymnasium“ verliehen. Im August 2006 erfolgte sowohl eine Fusion mit dem Heinrich-Heine-Gymnasium und dem Spreelandgymnasium. als auch ein Umzug in die Sachsendorfer Hegelstraße. Die Schule ist nach der Zusammenlegung von diesen beiden Schulen mit das größte Gymnasium im Land Brandenburg.

## Oberschulen von Cottbus
Die Oberschule ist die Nachfolgerin der Realschule sowie aller Gesamtschulen ohne gymnasiale Oberstufe. Der Unterricht erfolgt im Klassenverband. Am Ende der zehnten Klasse ist eine zentrale Abschlussprüfung abzulegen. Je nach Notendurchschnitt erhält man die Erweiterte Berufsbildungsreife (Erweiterter Hauptschulabschluss), die Fachoberschulreife (Realschulabschluss) oder die Fachoberschulreife mit der Berechtigung zum Besuch der gymnasialen Oberstufe. Letztere ermöglicht es, regulär an einem Oberstufenzentrum sowie als Quereinstieg an einem Gymnasium oder einer Gesamtschule mit gymnasialer Oberstufe das Abitur zu erlangen.

### Paul-Werner-Oberschule

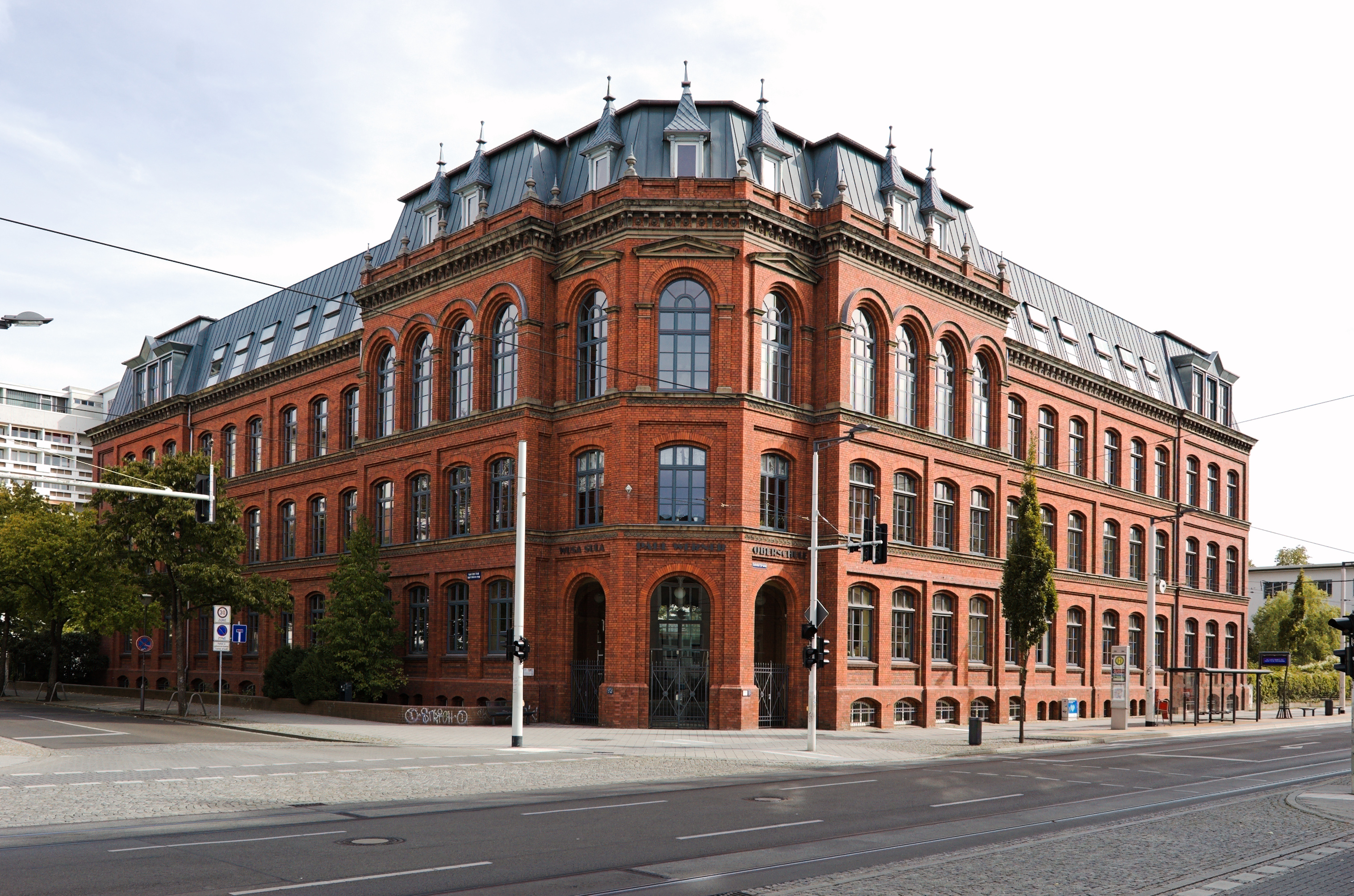
Paul-Werner-Oberschule

Nach Entwürfen von Stadtbaurat Schneider, erfolgte im Mai 1889 die Gründung der Schule unter dem Namen Bismarckschule, als Knaben- und Oberschule. Mit über tausend Schülern zählte die Schule zu den größten Preußens. Diese Schule befindet sich in der Bahnhofstrasse 11. Auf Betreiben der Schulleitung erfolgte 1933 die Umbenennung in „Adolf-Hitler-Schule“.
Nach dem Zweiten Weltkrieg wurde die Schule zur Polytechnischen Oberschule „Anton Makarenko“ und die 12. Polytechnische Oberschule „Juri Gagarin“. Erst 1987 schlossen sich beide Schulen zusammen unter dem Namen „Anton Makarenko“. 1988/90 begann man mit der Rekonstruktion des Gebäudes. Dabei wurde auf Erhaltung des Baustils geachtet. Ein Jahr später wurde die Schule 5. Gesamtschule von Cottbus. Am 2. März 1999 erhielt sie den Namen „Paul-Werner-Gesamtschule“. 2005 erfolgte eine Schulinterne Umgestaltung, aus der Gesamtschule wurde die „Paul-Werner-Oberschule“. Ab September 2006 wurde mit einer zweijährigen Sanierung der Schule begonnen.

### Sachsendorfer Oberschule
Die Sachsendorfer Oberschule wurde im Jahr 2004 nach Zusammenschluss der ehemaligen 11. Gesamtschule und der Leonardo-da-Vinci-Gesamtschule gegründet und befindet sich seit 2007 in der Schwarzheider Str. 7. Diese Schule ist eine Ganztagsschule für die Klassenstufen 7–10. Außer dem normalen Unterricht gehört zum Schulprofil auch die Integration von sprach- und hörgeschädigten Schülern. In der Schule befindet sich auch eine eigene Bibliothek und ein offener Jugendtreff.

## Förderschulen von Cottbus
Vor dem Besuch einer Förderschule, werden die Schüler von einem Förderausschuss geprüft. Hierbei wird festgestellt, welche Förderschule die optimale für den Schüler oder die Schülerin ist. Das angestrebte Ziel ist es jedoch, die Schüler so weit wie möglich in die Regelschulen einzubinden.

### Johann-Heinrich-Pestalozzi-Förderschule
Diese Schuleinrichtung befindet sich im Stadtteil Neu Schmellwitz in der Neuen Str.41. Die Grundsteinlegung war am 29. September 1993 durch den damaligen Oberbürgermeister Waldemar Kleinschmidt. Nach einem halben Jahr Bauzeit öffnete die Schule am 28. Februar 1994. In zunächst 24 Klassenräumen kamen zunächst 19 Klassen mit etwa 400 Schülern unter. Im Schuljahr 2007/08 besuchten 174 Schüler in 16 Klassen diese Schule. Angeboten wird die Schulform Förder- und Sonderschule. Seit 2002 ist sie Kooperationschule mit der Förderschule für geistig behinderter Kinder. Im Schuljahr 2003/04 wurde die ehemalige 10. Grundschule in das Gebäude übernommen. Dadurch wurde die Schule in Haus 1 und Haus 2 unterteilt. Seit 2010/11 sind alle Klassen im Haus 1 untergebracht.

### Spreeschule
Die Schule arbeitet mit dem sonderpädagogischen Förderschwerpunkt „geistige Entwicklung“. Die Bildungseinrichtung besteht aus zwei Schulgebäuden. Der Unterricht für jüngere Schüler findet im Haus 1 in der Rudniki Straße 3/ 3a statt. Ältere Schüler lernen im Haus 2 in der Puschkin-Promenade 11. Die Klassenstärke liegt zwischen 6 und 9 Schülern. Die Schüler werden von pädagogischen Personal, Bundesfreiwilligendienst, Praktikanten und Krankenschwestern betreut. Seit 1999 lernten Schüler der 21. Grundschule und der Spreeschule im Schulgebäude in der Rudniki Straße unter einem Dach.

### Bauhausschule

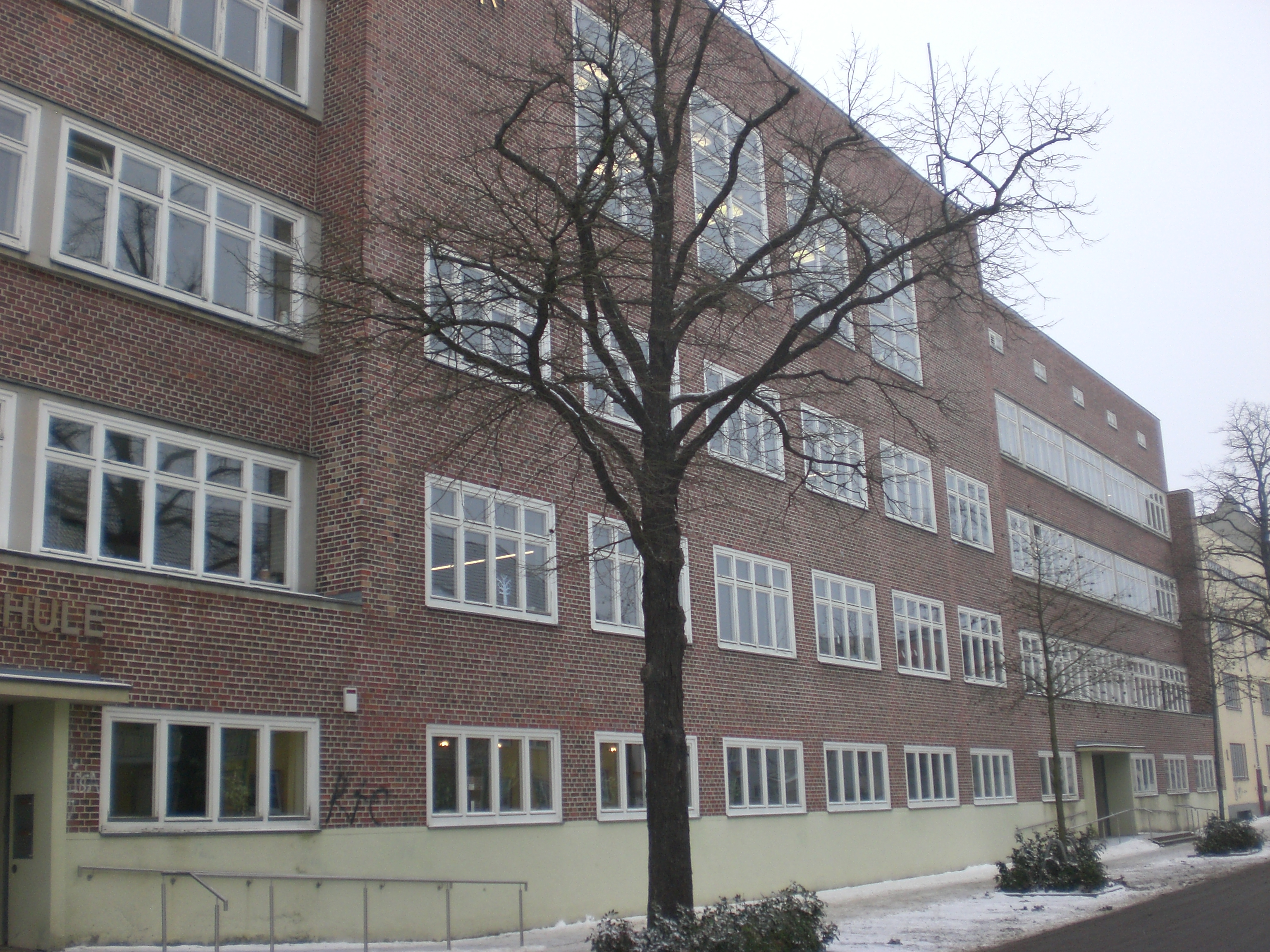
Bauhausschule Cottbus

Diese Bauhausschule befindet sich in der August-Bebel-str.43, im Stadtteil Ströbitz. Durch den damaligen Magistrat von Cottbus, wurde 1928 ein Schulneubau beschlossen. Dieses Schulgebäude zählte zu den modernsten Schulen die 1929 im Bauhausstil errichtet wurden.
Eröffnet wurde sie am 12. Mai 1930 als VII. Gemeindeschule (Bismarckschule) durch den damaligen Oberbürgermeister Dr. Kreutz.
Aus einem Belegungsplan von 1930 geht hervor, dass die Klassenstärke zwischen 32 und 46 Schülern lag. Zehn Klassen der Doppelschule wurden von Jungen belegt und elf Klassen von Mädchen. In den Kriegszeiten diente die Schule als Lazarett. Am Kriegsende war die Schule kaum beschädigt und wurde von der Sowjetarmee besetzt. 1964 wurde die Schule in die Denkmalliste der Stadt Cottbus aufgenommen.
Bis 1991 wurde sie als sowjetische Schule und das Erdgeschoss des Ostflügels als Verkaufsmagazin von der russischen Armee und deren Angehörigen genutzt. Ein dreijähriger Leerstand führte zu Einbrüchen und Vandalismus, was einen größeren Schaden verursachte.
Nach einer aufwendigen Sanierung von 1994 bis 1998, erfolgte im März die Eröffnung als Grundschule und Schule mit sonderpädagogischen Förderschwerpunkten „körperlich und motorische Entwicklung“.

## Berufliche Bildung in Cottbus

### Oberstufenzentrum

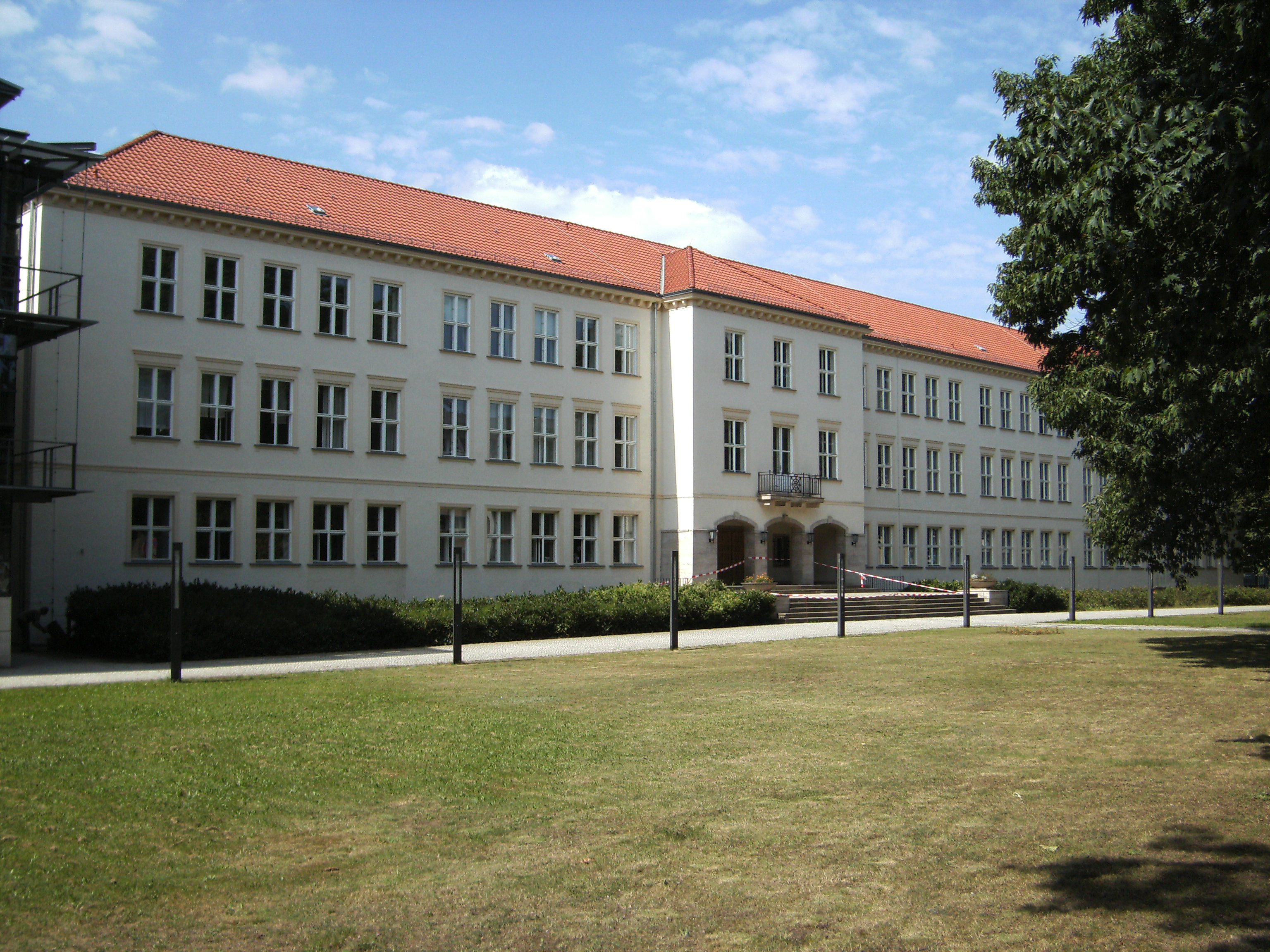
Oberstufenzentrum

Das Oberstufenzentrum ist ein schulisches Kompetenzzentrum der beruflichen Aus- und Weiterbildung.
Angeboten werden die Berufsfelder Bautechnik, Holztechnik, Farbtechnik und Raumgestaltung, Gebäudereinigung und Berufe im Sozialwesen sowie die Ausbildung zum Mediengestalter für Digital- und Printmedien. Das Oberstufenzentrum ist in zwei Gebäuden aufgeteilt.
Oberstufenzentrum 1 befindet sich in der Sielower Straße 10 und das Zentrum 2 steht im Stadtteil Sandow in der Sandower Straße 19.
Das denkmalgeschützte Gebäude, in der Sielower Straße entstand 1952 nach den Plänen der Architekten W. Flemming und K. Irmler.
Zum damaligen Oberstufenzentrum gehörten auch die Betriebsberufsschule des Textilkombinates in der Juri-Gagarin-Straße 4. Die Ausbildung begann im Jahr 1972. Die Betriebsberufsschule des Tiefbaukombinates Cottbus in der Juri-Gagarin-Straße 5, dort wurde mit der Ausbildung 1973 begonnen. Die Pädagogische Schule für Kindergärtnerinnen befand sich damals ebenfalls in der Juri-Gagarin-Straße. Die Ausbildung für Berufe im sozialen Bereichen erfolgt heute im Gebäude der Sandower Straße 19. Im Februar 2000 erfolgte der Einzug in den neu errichteten Erweiterungsbau in der Sielower Str.10.

### Zweiter Bildungsweg
Schule des Zweiten Bildungsweges (SZBW)
Diese Schule befindet sich im Stadtteil Spremberger Vorstadt. Erwachsene haben in dieser Einrichtung die Möglichkeit auf dem zweiten Bildungsweg ihren Schulabschluss abzulegen. Seit 2013 kann das Abitur auch Online abgeschlossen werden.

## Andere Einrichtungen in Cottbus

### Freie Waldorfschule
Die Schule im Stadtteil Spremberger Vorstadt in der Nähe der Sachsendorfer Wiesen wurde 1991 als staatlich anerkannte Ersatzschule gegründet. Rechtlicher Träger ist ein gemeinnütziger Verein Cottbus „Initiative Waldorfpädagogik“, dem in der Regel alle Eltern und Lehrer angehören. Außer Klassenräumen bietet diese Schule eine eigene Schulküche, eine Schülerküche, ein Schülercafe was von den Oberschülern selbst verwaltet wird, einen eigenen Sportplatz, eine Turnhalle mit Kletterwand und eine Bibliothek. Die Außenanlagen wurden von den Eltern und dem Verein selbst gestaltet. Dazu gehören ein Teich mit Wasserpumpe, ein Schachfeld, Kletterfelsen, ein Backofen, ein Hühnerstall und ein Bienenhaus.

### Evangelische Gottfried-Forck-Grundschule
Diese Grundschule war die erste christliche Grundschule in Cottbus und befindet sich im Stadtteil Ströbitz.
Bei dem Gebäude handelt es sich um die ehemalige Ströbitzer Gemeindeschule vom Jahr 1912. Die Schule ist eine anerkannte Ersatzschule und bietet Ganztagsunterricht an. Den Namen Gottfried-Forck erhielt sie im Jahr 2000. In diesem Jahr wurde die Schule vom Diakonisches Werk übernommen.

### Evangelisches Gymnasium
Diese Schule befindet sich im Gebäude der ehemaligen Carl-Blechen-Grundschule im Cottbuser Stadtteil Sandow. Träger dieser Schule ist die Stiftung der evangelischen Landeskirche.

### Bewegte Grundschule
Das Gebäude befindet sich in der Straße der Jugend 75. Der erste Spatenstich für die damals höhere Bürgerschule, erfolgte am 7. März 1885. Der erste Unterricht fand am 14. Januar 1886 statt. Es kamen 337 Knaben und 339 Mädchen jeweils in sechs Klassen unter. Ende 1889 konnte ein zweiter Flügel bezogen werden. Im Februar 1945 wurde die Schule durch einen Bombenangriff stark beschädigt. Die Rote Armee besetzte das Gebäude im April 1945 aber schon im Mai wurde es wieder frei gegeben. Nach Kriegsende stieg die Schülerzahl stark an. Von Mai 1945 bis September 1945 von 124 auf 833 Kinder. Am 1. Oktober 1945 konnte mit 20 Klassen in 16 Räumen mit dem Unterricht begonnen werden. Ein Jahr später erhielt die Schule ein Sekretariat. Inhaltlich orientiert sich die Schule heute an den reformpädagogischen Ansätzen von Maria Montessori.

### Konservatorium Cottbus

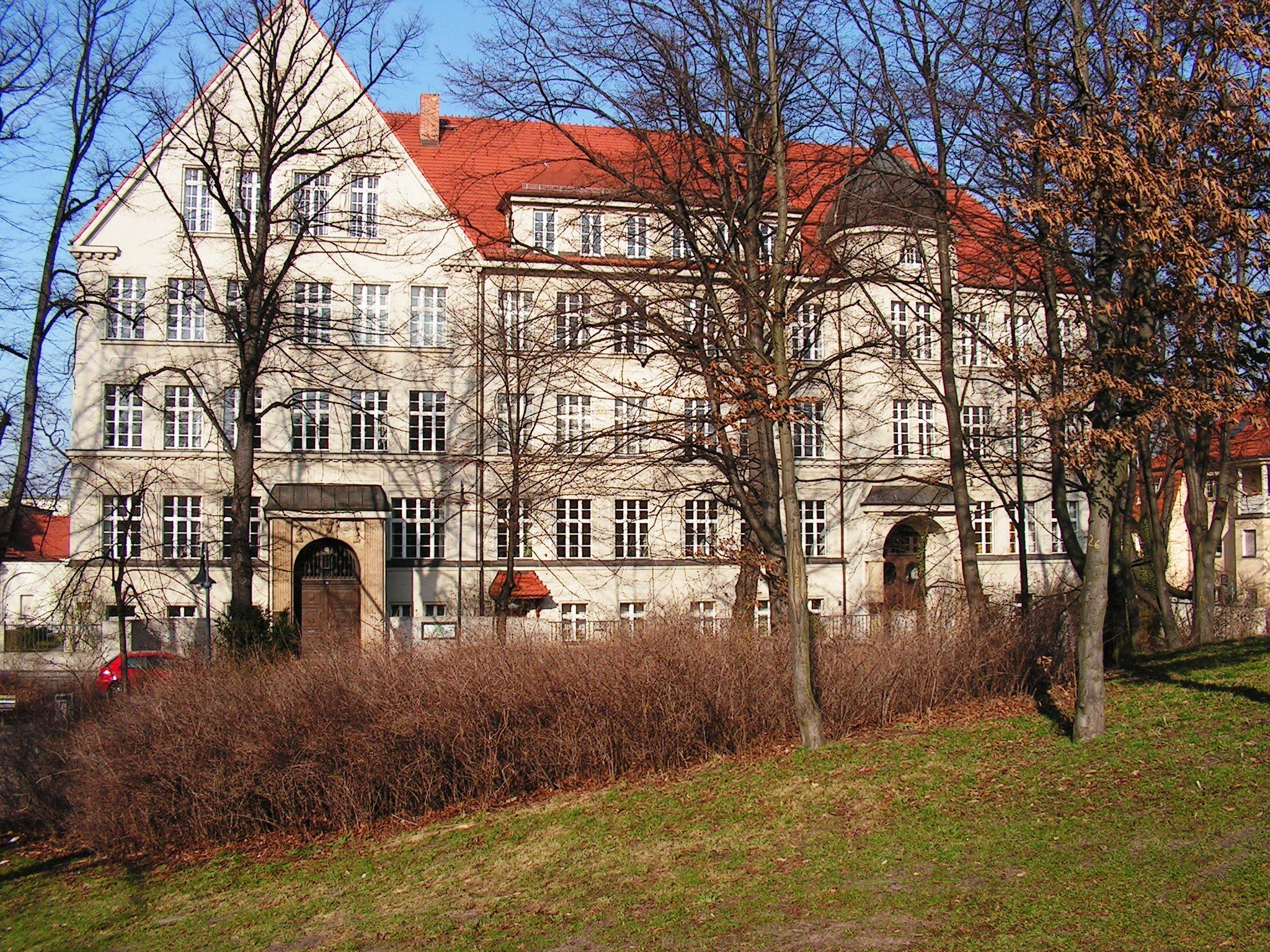
Konservatorium-Cottbus

An der heutigen Puschkin-Promenade (damals Luckauer Wall) wurde 1873 ein Neu- und Erweiterungsbau für die bestehende höhere Lehranstalt für Mädchen errichtet. Diese trug den Namen „Augusta-Schule“, benannt nach der Kaiserin Augusta. Der Gesamtkomplex wurde am 5. Januar 1912 eingeweiht. Bis zum Ende des Zweiten Weltkrieges wechselten die Schulsysteme (Lyzeum, Oberlyzeum, realgymnasiale Studienanstalt), jedoch blieb das Haus immer die „Augusta-Schule“, die Ausbildungsstätte für Mädchen. Nach dem Zweiten Weltkrieg war das Gebäude eine Erweiterte Oberschule. Im Jahr 1982 zog die Musikschule Cottbus in dieses Gebäude. In den Jahren 1985–1990 wurde die alte Turnhalle zum Konzertsaal mit 300 Plätzen ausgebaut.